# دونوفان ريد
دونوفان ريد (بالإنجليزية: Donovan Reid) هو عداء سريع بريطاني، ولد في 31 أغسطس 1963 في لندن في المملكة المتحدة.

## وصلات خارجية
- دونوفان ريد على موقع الاتحاد الدولي لألعاب القوى (الإنجليزية)
- دونوفان ريد على موقع أوليمبيديا (الإنجليزية)
- دونوفان ريد على موقع اتحاد ألعاب الكومنولث (مؤرشف) (الإنجليزية)